# Briefmarken-Jahrgang 1968 der Deutschen Bundespost Berlin

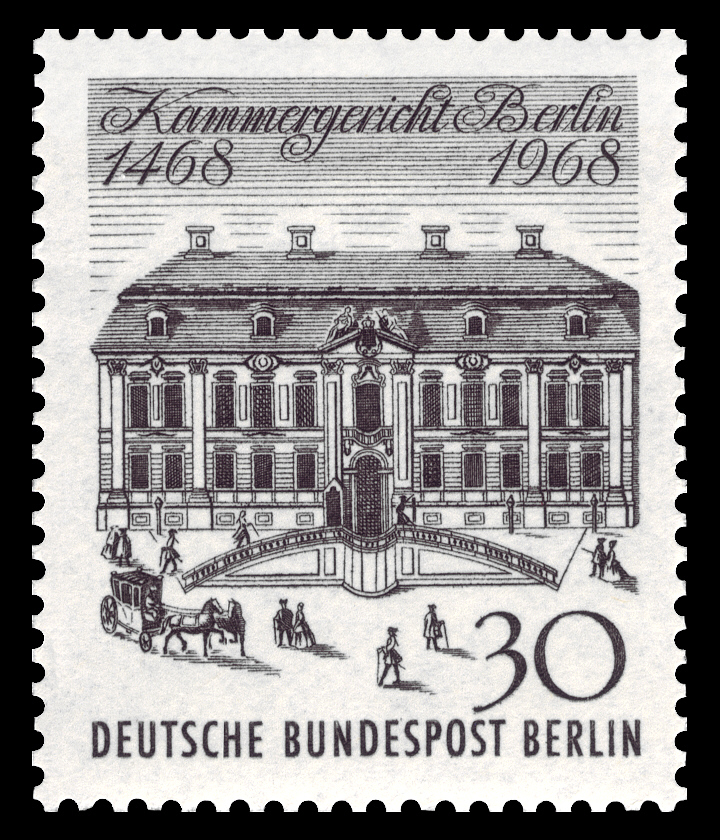
Beispielbild
Berlin Jahrgang 1968

Der Briefmarken-Jahrgang 1968 der Deutschen Bundespost Berlin umfasste zehn Sondermarken, Dauermarken wurden in diesem Jahr keine herausgegeben.
Der Nennwert der Marken betrug 2,70 DM; dazu kamen 1,10 DM als Zuschlag für wohltätige Zwecke.

## Liste der Ausgaben und Motive
Legende
- Bild: Eine bearbeitete Abbildung der genannten Marke. Das Verhältnis der Größe der Briefmarken zueinander ist in diesem Artikel annähernd maßstabsgerecht dargestellt. Sollten keine Marken abgebildet sein, liegt es daran, dass das Urheberrecht des Künstlers noch nicht erloschen ist.
- Beschreibung: Eine Kurzbeschreibung des Motivs und/oder des Ausgabegrundes. Bei ausgegebenen Serien oder Blocks werden die zusammengehörigen Beschreibungen mit einer Markierung versehen eingerückt.
- Wert: Der Frankaturwert der einzelnen Marke in Pfennig. Ein „+“ bedeutet, dass es sich um eine Zuschlagsmarke handelt (= Frankaturwert + Spende).
- Ausgabedatum: Das Datum des erstmaligen Verkaufs dieser Briefmarke.
- Gültig bis: Das Datum, an dem die Gültigkeit endete.
- Auflage: Soweit bekannt, wird hier die zum Verkauf angebotene Anzahl dieser Ausgabe angegeben.
- Entwurf: Soweit bekannt, wird hier angegeben, von wem der Entwurf dieser Marke stammt.
- Mi.-Nr.: Diese Briefmarke wird im Michel-Katalog unter der entsprechenden Nummer gelistet.

| Sondermarken | |                  |                       |                   |           |                   |         |
| Bild         | Beschreibung                                                                                            | Werte in Pfennig | Ausgabe- datum (1968) | gültig bis        | Auflage   | Entwurf           | Mi.-Nr. |
|              | Für die Jugend 1968: Vom Aussterben bedrohte Tiere - Europäische Wildkatze, Felis silvestris silvestris | 10+5             | 2. Februar            | 31. Dezember 1968 | 2.590.000 | Paul Froitzheim   | 316     |
|              | - Fischotter, Lutra lutra                                                                               | 20+10            | 2. Februar            | 31. Dezember 1968 | 2.987.000 | Paul Froitzheim   | 317     |
|              | - Dachs, Meles meles                                                                                    | 30+15            | 2. Februar            | 31. Dezember 1968 | 2.545.000 | Paul Froitzheim   | 318     |
|              | - Europäischer Biber, Castor fiber                                                                      | 50+25            | 2. Februar            | 31. Dezember 1968 | 2.534.000 | Paul Froitzheim   | 319     |
|              | 500 Jahre Kammergericht Berlin Früheres Kammergericht, um 1735 erbaut, heute Jüdisches Museum Berlin    | 30               | 16. März              | 31. Dezember 1969 | 5.000.000 | Welde             | 320     |
|              | Deutsches Turnfest in Berlin dreimal das Emblem des Deutschen Turnerbundes                              | 20               | 29. April             | 31. Dezember 1969 | 6.500.000 | Schmitt           | 321     |
|              | Wohlfahrtsmarken 1968: Alte Puppen - Puppe um 1878                                                      | 10+5             | 3. Oktober            | 31. Dezember 1970 | 5.424.000 | Heinz Schillinger | 322     |
|              | - Puppe um 1850                                                                                         | 20+10            | 3. Oktober            | 31. Dezember 1970 | 5.427.000 | Heinz Schillinger | 323     |
|              | - Puppe um 1870                                                                                         | 30+15            | 3. Oktober            | 31. Dezember 1970 | 5.253.000 | Heinz Schillinger | 324     |
|              | - Puppe um 1885                                                                                         | 50+25            | 3. Oktober            | 31. Dezember 1970 | 3.723.000 | Heinz Schillinger | 325     |